# NGC 3315
NGC 3315 је елиптична галаксија у сазвежђу Хидра која се налази на NGC листи објеката дубоког неба.
Деклинација објекта је - 27° 11' 30" а ректасцензија 10h 37m 19,2s. Привидна величина (магнитуда) објекта NGC 3315 износи 13,3 а фотографска магнитуда 14,3. Налази се на удаљености од 55,215 милиона парсека од Сунца. NGC 3315 је још познат и под ознакама ESO 501-48, MCG -4-25-42, PGC 31540.